# Ocho apellidos vascos
Ocho apellidos vascos es una película española dirigida por Emilio Martínez-Lázaro con guion de Borja Cobeaga y Diego San José. Protagonizada por Clara Lago, Dani Rovira, Carmen Machi y Karra Elejalde, la película se estrenó en España el 14 de marzo de 2014.
El título del filme hace referencia a los ocho apellidos vascos que dice tener el protagonista, dos por cada uno de los cuatro abuelos, que son: Gabilondo, Urdangarin, Zubizarreta y Arguiñano, por vía paterna; e Igartiburu, Erentxun, Otegi y Clemente, por vía materna.
Gran parte de la historia transcurre en el País Vasco, más concretamente en Zarauz, aunque también en Leitza (Navarra). También aparecen otras localidades de la provincia de Guipúzcoa como Guetaria y Zumaya.

## Argumento
Rafa (Dani Rovira), un sevillano que nunca ha salido de Andalucía, decide abandonar su tierra natal para seguir a Amaia (Clara Lago), una joven vasca que, a diferencia de otras mujeres que ha conocido, se resiste a sus técnicas de seducción. Para ello, y en contra de los consejos de sus amigos, decide viajar al ficticio pueblo de su pretendida, Argoitia, en el corazón abertzale del País Vasco. Una serie de circunstancias llevarán al joven sevillano a tener que hacerse pasar por un auténtico vasco e ir enredándose cada vez más en el personaje para lograr sus propósitos.

## Trama
Amaia (Clara Lago) es una joven vasca que acaba de romper su compromiso matrimonial con su ya exnovio. Para olvidarle, viaja por primera vez a Sevilla con sus dos mejores amigas, aunque se siente incómoda dentro de un vestido de sevillana en un tablao flamenco. Colma su paciencia ver sobre el escenario a un monologuista haciendo chistes con tópicos sobre el pueblo vasco, por lo que ella se levanta de la silla y se enzarza con él. El humorista es Rafa (Dani Rovira), estereotipo de andaluz: chistoso, simpático, improvisador, trabajador de cuello azul, costalero y socio del Real Betis Balompié. Tras una breve pelea, Rafa expulsa a Amaia del local, pero una vez en la calle se atraen mutuamente, y tras besarse Rafa la lleva a su casa, donde ella cae dormida antes de que haya ninguna otra acción.
Al día siguiente, Rafa despierta y ve que Amaia ha desaparecido, aunque ha dejado olvidado su teléfono móvil. Rafa intenta localizarla buscando el número del padre de ella, aunque al llamar no recibe respuesta. Rafa esperaba localizarla, pero desconoce que el padre de Amaia, Koldo (Karra Elejalde) es un pescador de alta mar, divorciado y que lleva años sin ver a su hija.
En contra del consejo de sus amigos, que ven una misión difícil tratar de conquistar a una mujer vasca, Rafa decide emprender un viaje hacia Argoitia, un pueblo en el corazón de Euskadi, para encontrar a Amaia, devolverle el teléfono e iniciar una relación con ella. En el viaje en autobús conoce a Merche (Carmen Machi), una mujer extremeña de mediana edad que vive en el País Vasco. Rafa, poco antes de llegar a su destino, la ve bajándose del autobús y entrando en su casa.
Rafa encuentra la casa de Amaia, pero tras devolverle el móvil, ella lo rechaza bruscamente. Rafa, desolado, prende fuego accidentalmente a un contenedor con una colilla y es arrestado y llevado al calabozo. Allí se encuentra con varios presos, y finge ser un miembro de la kale borroka para ganarse su simpatía. Paralelamente, Koldo, al volver a la costa, ve en su móvil la llamada perdida de su hija que tanto echa de menos. Recuerda entonces que la boda de su hija (mientras tanto cancelada) está próxima y supone que Amaia le ha llamado para invitarlo a la ceremonia. Amaia, incapaz de decir a su padre que ha cancelado su boda, urde un plan: hacer pasar a Rafa por su anterior novio a ojos de su padre y celebrar una falsa boda. Consigue sacarlo de prisión, y en su taxi lo lleva a su casa para preparar la presentación a su padre.
Esa misma noche Koldo, en un restaurante con su hija, conoce a Rafa, que se presenta, a instrucciones de Amaia, como Antxon, vasco de pura cepa y pelotari. Sin embargo, Rafa tiene dificultades al inventar de carrerilla ocho apellidos vascos al cien por ciento y por último menciona Clemente, apellido que no es de origen vasco. A raíz de esto, Koldo está decepcionado y se pregunta si Rafa no iría a pedir paella, para luego, sin que lo vea Amaia, amenazar a Rafa en caso de estar siendo engañado. Después de la cena, Koldo se ofrece para acompañar a Rafa a su casa. Rafa dice que «su casa» es la casa de Merche, la mujer que conoció en el autobús. Una vez llegados Koldo, viendo que Rafa está borracho, no se quiere marchar sin que éste entre en esa casa. Así que Rafa dice que perdió su llave y, ayudado por Koldo, intenta entrar por una ventana, despertando a Merche y suplicándole ayuda. Merche, haciéndose pasar igualmente por una vasca (con el nombre falso de Anne), sale a saludar a Koldo y a Amaia, quienes a continuación se marchan.
El día después, Rafa intenta fugarse de Argoitia pero Amaia, que se había dado cuenta, lo persigue en su taxi y consigue detener el autobús en el que se encontraba Rafa y convencerlo de que vuelva. Esa misma tarde, Rafa, Amaia, Merche y Koldo salen en el barco de este último a pescar bonito. Luego pasan por un bar donde Rafa vuelve a toparse con «su cuadrilla», los muchachos que había conocido en la cárcel, y luego, a pesar de haber demostrado no conocer el euskera, se vuelve el líder de una manifestación independentista por las calles del pueblo, de la que, mirándola por televisión, también se enteran sus amigos de Sevilla. A la noche, los cuatro se van a dormir a casa de Koldo. Una llamada al móvil de Rafa, que tenía como tono una canción de Los del Río, está a punto de develar su verdadera identidad, pero el joven consigue tirar su billetera por la ventana antes de que Koldo pudiese ver el contenido. Sucesivamente, Amaia no acepta dormir en la misma cama que Rafa y solo se queda junto a él cuando su padre está mirando. Rafa aún no se rinde e intenta conquistarla prometiéndole que algún día la llevará a Sevilla a montarla en una calesa. Mientras, Merche se emborracha y termina besando a Koldo.
Al día siguiente Koldo, a pesar de haber dicho que se marcharía, decide quedarse para la boda y exige que esta sea oficiada por el cura de una ermita de la costa, el padre Ignacio. A continuación, van a la ermita y, durante la confesión, Rafa le confía al padre Ignacio que en realidad es de Sevilla, que la boda es un engaño organizado por Amaia y que él no piensa casarse.
La mañana sucesiva Rafa intenta fugarse nuevamente y volver a Sevilla, pero no lo consigue, ya que Amaia lo atrapa justo en la parada del autobús y lo convence de quedarse hasta la boda. Los dos terminan acostándose juntos por primera vez.
El día de la boda se acerca y también los amigos de Rafa viajan a Argoitia como invitados. La boda va a tener lugar en la dicha ermita (que en la realidad es la de San Telmo, junto al mar Cantábrico, en Zumaya, Guipúzcoa). El padre Ignacio insiste en que ambos novios tienen que estar muy seguros de lo que van a hacer, y, tras el sí de Amaia, Rafa se niega a aceptar y huye con sus amigos de vuelta para Sevilla.
Koldo, que no se había enterado de nada, se queda aturdido y por la noche va a la casa de Anne para pedir explicaciones. Anne le revela que Antxon no es el verdadero nombre de Rafa y que ella no es su madre. A pesar del choque, Koldo se queda a dormir con ella y a la mañana descubre que ella tampoco es vasca, sino viuda de un guardia civil extremeño destinado al País Vasco. Por la noche, Koldo se encuentra con su hija en una taberna y, después de haber escuchado sus explicaciones, le da algo de dinero y no le pone problemas cuando ella le dice que viajaría hasta Sevilla para buscar a Rafa, con la condición de que no le salga un hijo del Sevilla o del Betis. La película termina con la promesa de Rafa convertida en realidad: la nueva pareja paseando por Sevilla en un carro de caballos, con Los del Río cantando de fondo.

## Reparto
- Clara Lago como Amaia Zugasti.
- Dani Rovira como Rafael «Rafa» Quirós y Antxon.
- Carmen Machi como Merche y Anne.
- Karra Elejalde como Koldo Zugasti.
- Alberto López López como Joaquín.
- Alfonso Sánchez Fernández como Curro.
- Aitor Mazo como el padre Inaxio.
- Abel Mora como Pedro.
- Aitziber Garmendia como Iratxe.
- Miriam Cabeza como Edurne.
- Iñaki Beraetxe como un ertzaina.
- Egoitz Lasa como un ertzaina.
- Lander Otaola como un borroka (miembro de la izquierda abertzale).
- Mikel Roman como un borroka (miembro de la izquierda abertzale).
- Santi Ugalde como el conductor Kepa.
- Telmo Esnal como el camarero.
- Itziar Atienza como la vendedora.
- Los del Río como ellos mismos.

## Canciones
- No te marches jamás de Leire Martínez y David DeMaría.
- Sevilla tiene un color especial de Los del Río.

## Producción
El rodaje de la película se inició en junio de 2013 y se prolongó durante varias semanas. Aunque algunas escenas se rodaron en Sevilla, cerca del puente de Triana, las principales localizaciones del largometraje se sitúan en el norte de España. Argoitia, el pueblo ficticio donde se desarrolla la trama principal, nace de la unión de varias localidades del País Vasco y Navarra. La casa de la protagonista se encuentra ubicada realmente en Leiza (Navarra). Para las escenas costeras se eligió la localidad vasca de Guetaria. La escena de la manifestación, por su parte, se rodó en Zumaya, donde también se encuentra la ermita de San Telmo que sirve de escenario a varios momentos del tramo final de la película. Por último, el sevillano bar de Los Muelles no está en Sevilla y sí en la localidad guipuzcoana de Mondragón.
El tema principal y original de la película titulado No te marches jamás, es interpretado por la cantante vasca Leire Martínez, vocalista de La Oreja de Van Gogh y por el cantautor andaluz David DeMaría. La canción contiene letras tanto en euskera como en castellano, cantadas por Leire y David respectivamente como reflejo del argumento de la misma película.

## Recepción

### Taquilla
En su primer fin de semana la producción reunió 404 020 espectadores, generando 2,72 millones de euros en taquilla. Esos datos la sitúan entre los mejores quince estrenos de la historia del cine español. En su segundo fin de semana la producción aumentó la recaudación casi un 56 % respecto al fin de semana anterior, solo superado por dos superproducciones, Lo imposible y Avatar, con 4,4 millones en solo diez días. A mediados de abril de 2014 se convirtió en la película española más vista de la historia dentro de España, con más de 6,5 millones de espectadores, y la segunda con más recaudación en España, con más de 38 millones de euros. A finales del año, la cinta cerró con casi diez millones de espectadores y cerca de 60 millones de euros recaudados.
- Anexo:Las diez películas españolas más taquilleras de la historia

### Crítica
La crítica especializada se mostró dividida en torno a la película, aunque predominaron las valoraciones positivas. Desde la revista Cinemanía, Carlos Marañón destacó que la cinta tenía «muchísima gracia», un comentario que se repitió en muchas críticas que destacaron que la película es «divertida» y con réplicas «tan eficaces como feroces» para unos, e «inspiradas y brillantes» para otros. Federico Marín Bellón, del diario ABC, habló de «película valiente y oportuna», destacando otro aspecto, el de la oportunidad, que también ha sido recalcado por más críticos que a menudo la comparan con la película francesa Bienvenidos al norte. Desde el diario El País, Borja Valero incluso vaticinó que podría ser la película del año.
En relación con los actores, el trabajo de Karra Elejalde fue el que más elogios recibió. Dani Rovira, por su parte, también recibió valoraciones positivas por su papel debut. En general, la labor del reparto ha sido bien recibida por la crítica.
En la vertiente negativa, Luis Martínez, del diario El Mundo, consideró que la película es «una comedia mala» mientras que Jordi Costa, en el diario El País, señaló que el desarrollo era irregular y el final catastrófico. Fausto Fernández, desde la revista Fotogramas, por su parte la tildó de impersonal y calificó su desarrollo como plano.
La película tiene un 6,1 de media en FilmAffinity y un 6,6 en Imdb, según la opinión de los lectores de ambos portales.

### Televisión
El 11 de noviembre de 2015 Mediaset España estrenó la película en sus dos principales canales: Telecinco y Cuatro. La cinta rompió todas las expectativas barriendo con 8 270 000 y un 47,5 %, perteneciendo 5 359 000 y 30,8 % a Telecinco y 2 911 000 y 16,7 % a Cuatro. Con estos datos la película se convierte en la tercera más vista desde 1992.

## Secuelas
Ocho apellidos vascos tiene una segunda parte, dirigida por Emilio Martínez-Lázaro y coescrita por Borja Cobeaga y Diego San José. El reparto original de actores está presente en dicho film, con algunas incorporaciones como Berto Romero, Rosa María Sardá o Belén Cuesta. Se confirmó como título definitivo Ocho apellidos catalanes y se estrenó el 20 de noviembre de 2015.
El 19 de enero de 2023 se dio a conocer que la película Casi familia, dirigida por Álvaro Fernández Armero con guion de Daniel Castro (basado en un argumento original de Diego San José y Borja Echevarría) se rebautizaría bajo el nombre de Ocho apellidos marroquís, conformando la tercera parte de la trilogía, aún contando con un reparto y equipo totalmente renovados. El guionista Diego San José se desvinculó completamente del proyecto, indicando haber participado únicamente en el argumento previo de la película Casi familia, afirmando textualmente que "lo que se rodó, no tiene tanto que ver con aquel argumento" y que el guion de la ahora secuela lo firma en solitario el guionista Daniel Castro.

## Nominaciones y premios
Premios Goya
| Categoría               | Receptor                                                                     | Resultado |
| ----------------------- | ---------------------------------------------------------------------------- | --------- |
| Mejor actriz de reparto | Carmen Machi                                                                 | Ganador   |
| Mejor actor de reparto  | Karra Elejalde                                                               | Ganador   |
| Mejor actor revelación  | Dani Rovira                                                                  | Ganador   |
| Mejor canción original  | «No te marches jamás» (Leire Martínez y David DeMaría) de Fernando Velázquez | Nominado  |
| Mejor fotografía        | Kalo Berridi                                                                 | Nominado  |

70.ª edición de las Medallas del Círculo de Escritores Cinematográficos
| Categoría               | Receptor                     | Resultado |
| ----------------------- | ---------------------------- | --------- |
| Mejor actriz secundaria | Carmen Machi                 | Nominada  |
| Mejor actor secundario  | Karra Elejalde               | Ganador   |
| Mejor guion original    | Borja Cobeaga Diego San José | Nominados |
| Actor revelación        | Dani Rovira                  | Ganador   |
| Mejor fotografía        | Kalo Berridi                 | Nominado  |

Fotogramas de Plata
| Categoría                       | Receptor              | Resultado |
| ------------------------------- | --------------------- | --------- |
| Mejor película según el público | Ocho apellidos vascos | Ganador   |

59 Premios Sant Jordi
| Categoría                                       | Receptor              | Resultado |
| ----------------------------------------------- | --------------------- | --------- |
| Rosa de Sant Jordi a la mejor película española | Ocho apellidos vascos | Ganador   |

Premios Feroz
| Categoría               | Receptor              | Resultado |
| ----------------------- | --------------------- | --------- |
| Mejor comedia           | Ocho apellidos vascos | Nominado  |
| Mejor actor de reparto  | Karra Elejalde        | Nominado  |
| Mejor actriz de reparto | Carmen Machi          | Nominado  |
| Mejor tráiler           | Ocho apellidos vascos | Nominado  |